# Čilichili
Čilichili byl časopis, který byl vydáván v letech 2004 až 2019 pro mobilního operátora Vodafone Czech Republic (dříve Oskar). Šlo o projekt obsahového marketingu tohoto operátora. V roce 2008 byla spuštěna on-line verze časopisu.
Od roku 2006 činil náklad časopisu přibližně 130 000 kusů měsíčně. V soutěži Zlatý středník získal Čilichili v kategorii Firemní časopis několik ocenění. Také získal prestižní ocenění „Sladká prdelka“ českého humoristického měsíčníku Sorry.
Časopis byl také mediálním partnerem „Hlídače Koulí“
, jež je volným pokračováním projektu „Máš koule“. Projekt „Máš koule“ byl iniciován Klinikou dětské onkologie FN Brno, je zaměřený na prevenci nádorů varlat.
Čilichili vycházel pravidelně jednou za měsíc a byl k dispozici zcela zdarma. Obsahoval spoustu drastických témat a drastického humoru.[zdroj⁠?!] Součástí každého vydání byl ceník a katalog společnosti Vodafone Czech Republic.